# The Love Album (album của Westlife)
The Love Album là album thứ tám và album cover đầu tiên của ban nhạc nam đến từ Ireland, Westlife. Album đã được phát hành ngày 20 tháng 11 năm 2006 trên toàn thế giới và ở Philippines ngày 13 tháng 11, một tuần trước ngày phát hành chính thức. Các ca khúc trong album xoay quanh chủ đề tình yêu, đúng như tên gọi của nó.

## Thông tin
Trong chuyến lưu diễn Face To Face trước đó, họ đã thể hiện bài hát "The Dance" và không lâu sau họ nói rằng ca khúc này sẽ có mặt làm đĩa đơn đầu tiên trong album sắp tới, nhưng sau đó họ đã thay đổi đĩa đơn đầu tiên thành "The Rose" (được viết bởi Amanda McBroom và thể hiện bởi Bette Midler). Đây cũng là đĩa đơn duy nhất được phát hành từ album này. Đĩa đơn này đã cho nhóm ca khúc đứng đầu ở Anh thứ 14, giúp nhóm sánh ngang hàng với Cliff Richard về số lượng đĩa đơn đứng đầu ở Anh. Bài hát đã được biểu diễn tại cuộc thi Hoa hậu Thế giới 2006. Một số ca khúc như "If", "Solitaire" và "Nothing's Gonna Change My Love for You" cũng đã được phát hành dưới dạng mặt B và sau đó có mặt trong phiên bản Deluxe của album này.
Ngay từ tuần đầu tiên phát hành, album đã có mặt tại vị trí #1 trên các bảng xếp hạng Anh, bán được 219.662 bản ở Anh chỉ riêng trong tuần này, đánh bại nhiều album tuyển tập từ những đối thủ nặng ký như Stop the Clocks của Oasis, Love của The Beatles và U218 Singles của U2. The Love Album đã bán được trên 1.000.000 bản riếng ở Anh, 4x Bạch kim ở đất nước này và 10x Bạch kim ở Cộng hoà Ireland, tạo nên một cú hit lớn cho họ cũng như hãng Sony BMG. Đây là album bán chạy thứ 8 ở Anh năm 2006. Ca khúc "Total Eclipse of the Heart" đã được dự kiến phát hành làm đĩa đơn thứ hai nhưng đã không được thực hiện, tuy nhiên nó vẫn được chơi trên sóng phát thanh ở Philippines và đã lọt vào top 5 trên radio. "All Out Of Love" (hát cùng Delta Goodrem) và "Nothing's Gonna Change My Love For You" đã được phát hành làm đĩa đơn quảng cáo trên radio ở Philippines. "You Light Up My Life" và "All or Nothing" cũng đã có mặt trên UK Downloads Chart. Một phiên bản Deluxe châu Á hai đĩa của The Love Album đã được phát hành ở các nước Philippines, Hồng Kông và Hàn Quốc.

## Danh sách bài hát
| STT | Nhan đề                                                         | Sáng tác                                        | Ca sĩ gốc              | Thời lượng |
| --- | --------------------------------------------------------------- | ----------------------------------------------- | ---------------------- | ---------- |
| 1.  | "The Rose"                                                      | Amanda McBroom                                  | Bette Midler           | 3:39       |
| 2.  | "Total Eclipse of the Heart"                                    | Jim Steinman                                    | Bonnie Tyler           | 6:57       |
| 3.  | "All Out of Love"                                               | Graham Russell, Russell Hitchcock, Clive Davis  | Air Supply             | 3:44       |
| 4.  | "You Light Up My Life"                                          | Joe Brooks                                      | Debbie Boone           | 3:27       |
| 5.  | "Easy"                                                          | Lionel Richie                                   | The Commodores         | 4:26       |
| 6.  | "You Are So Beautiful (To Me)"                                  | Billy Preston, Dennis Wilson, Bruce Fisher      | Billy Preston          | 3:03       |
| 7.  | "Have You Ever Been in Love"                                    | Andy Hill, Peter Sinfield, John Danter          | Gem                    | 3:41       |
| 8.  | "Love Can Build a Bridge"                                       | John Barlow Jarvis, Naomi Judd, Paul Overstreet | The Judds              | 3:55       |
| 9.  | "The Dance"                                                     | Anthony Arata                                   | Garth Brooks           | 3:58       |
| 10. | "All or Nothing"                                                | Steve Mac, Wayne Hector                         | O-Town                 | 3:56       |
| 11. | "You've Lost That Loving Feeling"                               | Phil Spector, Barry Mann, Cynthia Weil          | The Righteous Brothers | 3:25       |
| 12. | "Solitaire"                                                     | Neil Sedaka, Phil Cody                          | The Carpenters         | 5:07       |
| 13. | "Nothing's Gonna Change My Love for You" (Bonus track Nhật Bản) | Michael Masser, Gerry Goffin                    | George Benson          | 3:47       |

## Xếp hạng
| Quốc gia         | Vị trí cao nhất | Doanh số   | Chứng nhận   |
| ---------------- | --------------- | ---------- | ------------ |
| Argentina        | 5               |            |              |
| Châu Âu          | 5               | 1.200.000+ | Bạch kim     |
| Cộng hòa Ireland | 1               | 150.000+   | 10x Bạch kim |
| Cộng hòa Síp     | 8               |            | -            |
| Hà Lan           | 49              |            | -            |
| Hàn Quốc         | 1               | 40.000+    | Bạch kim     |
| Hồng Kông        | 5               |            | -            |
| Israel           | 1               |            | -            |
| Na Uy            | 1               |            | -            |
| New Zealand      | 2               | 50.000+    | 3x Bạch kim  |
| Philippines      | 1               | 60.000+    | 3x Bạch kim  |
| Thụy Sĩ          | 27              |            | -            |
| Thụy Điển        | 3               | 30.000+    | Vàng         |
| Trung Quốc       | 5               |            | -            |
| Vương quốc Anh   | 1               | 1.000.000+ | 3x Bạch kim  |
| Áo               | 49              |            | -            |
| Úc               | 11              | 70.000+    | Bạch kim     |
| Đức              | 34              |            | -            |